# Douglas C-54 Skymaster
Douglas C-54 Skymaster var et firemotors transportfly, som blev benyttet af United States Army Air Forces under 2.verdenskrig og Koreakrigen. Ligesom Douglas C-47 Skytrain var C-54 Skymaster en videreudvikling af et civilt rutefly, Douglas DC-4. Ud over transport af alle slags fragt, transporterede C-54 også præsidenter, premierministre, og militære stabsofficerer. Der blev udviklet et antal varianter af C-54 til så forskellige formål som search and rescue, videnskabelig og militær forskning, brandslukning og sporing af missiler. Under Blokaden af Berlin slæbte den kul og fødevarer til Vestberlin. Efter Koreakrigen fortsatte typen i civil og militær anvendelse i mere end 30 lande. Det var et af de første fly der transporterede USA's præsident.
Det danske flyvevåben opererede med 6 C-54 Skymaster i årene 1959 – 1977.

## Design og udvikling
Efter at USA trådte ind i 2.verdenskrig efter angrebet på Pearl Harbor den 7. december 1941, overtog krigsministeriet alle ordrer for Douglas DC-4, som på daværende tidspunk stod lige over for at gå i serieproduktion, og tildelte United States Army Air Forces flyene under betegnelsen C-54 Skymaster. Den første C-54 startede fra Clover Field i Santa Monica, Californien den 14. februar 1942.
For at opfylde de militære krav fik de første civile produktionsfly monteret fire ekstra brændstoftanke i kabinen. Dette gjorde at der kun blev plads til 26 passagersæder. Den efterfølgende serie af fly fik navnet C-54A og fik en del modifikationer ligesom 'lillesøster' C-47: et forstærket gulv, en stor fragtdør med et hejseværk og et spil etc. De første C-54A blev leveret i februar 1943. Med introduktionen af C-54B i marts 1944 blev de ydre vinger modificeret så de kunne indeholde brændstoftanke, hvilket tillod at to af kabinetankene blev flernet. Dette bragte flyets kapacitet op på 49 sæder, eller 16 bårer hvis flyet blev benyttet som ambulancefly. C-54C var en hybrid der tjente som Air Force One til brug for præsidenten; den havde et C-54A skrog med fire kabinetanke og C-54B vinger med indbyggede tanke, for at opnå maksimal rækkevidde.
Den mest almindelige version var C-54D, som gik i tjeneste i august 1944; det var en C-54B med kraftigere R-2000-11 motorer. Med modellen C-54E blev de sidste to brændstoftanke i kabinen flyttet ud i vingerne, hvilket tillod mere fragt eller 44 flysæder.
Fly som blev udleveret til United States Navy fik typenavnet Douglas R5D. Med introduktionen af et fælles navngivningssystem for hær, flåde og luftvåben i 1962, kom alle flyene til at hedde C-54.

## Operationel historie
C-54 trådte i tjeneste ved USAAF i 1942. Den første version kunne bære op til 26 passagerer, senere versioner op til 50 passagerer. C-54 var et af de mest almindelige langdistance transportfly benyttet af USA's væbnede styrker under 2.verdenskrig. 515 af de fremstillede C-54 blev produceret i Santa Monica, Californien og 655 stk. blev fremstillet i Orchard Place/Douglas Field, i Cook County, Illinois, nær Chicago; Douglas field blev senere til O'Hare International Airport.

### VIP-transport
Under 2.verdenskrig blev C-54 benyttet af Franklin D. Roosevelt, Douglas MacArthur, og Winston Churchill. De amerikanske delegerede til Casablanca-konferencen benyttede også en Skymaster. C-54 blev også benyttet af Royal Air Force, det Franske luftvåben, og af de væbnede styrker i mindst 12 andre lande.
Præsident Harry S. Truman underskrev National Security Act of 1947, som stiftede det moderne U.S. Air Force, om bord på "Sacred Cow" ("Den Hellige Ko"), den VC-54C der fungerede som Trumans Air Force One. Flyet er bevaret og udstillet på National Museum of the United States Air Force nær Dayton, Ohio.

### Luftbroen til Berlin
Mere end 300 C-54 og R5D tjente som rygraden af det amerikanske bidrag til luftbroen under blokaden af Berlin i 1948. Til at starte med var der næsten ingen C-54 og andre tunge transportfly til rådighed; under den første måned af luftbroen var det de langt mindre Douglas C-47 Skytrain der måtte bære byrderne. Efterhånden som flere og flere C-54 blev fremskaffet, var det denne der overtog jobbet. I Berlin huskes flyene endnu som "Rosinbomberne".

### Koreakrigen
C-54 tjente også som det primære transportfly under Koreakrigen. Efter Koreakrigen blev C-54 udfaset og erstattet med Douglas C-124 Globemaster II, men fortsatte med at tjene ved U.S. Air Force indtil 1972. Den sidste aktive C-54 Skymaster i tjeneste ved U.S. Navy (C-54Q, ser.no. 56501, tilhørende Navy Test Pilot School, NAS Patuxent River) udtrådte af tjeneste den 2. april 1974.

### Civil anvendelse
Sidst i 1945 blev adskillige hundrede C-54 solgt som militært overskud og blev konverteret til civil anvendelse, mange af dem af Douglas Aircraft i firmaets forskellige fabrikker. Flyene blev solgt til flyselskaber verden over. For eksempel opererede SAS en flåde på 10 DC-4 fra 3. juli 1946 til januar 1957; selv om flyene er opført som DC-4, var de med meget stor sandsynlighed ombyggede C-54. Fra januar 1946 havde Pan American Airways Skymasters i fast transatlantisk rutefart; firmaer som SAS fulgte snart efter. Ruter fra San Francisco tværs over Stillehavet til Auckland begyndte den 6. juni 1946.

### Brandslukning
Efter endt militærtjeneste blev mange C-54 modificeret til civile brandslukningsfly. De fik monteret tanke indeni og under kroppen, og der blev installeret udstyr til dumpning af vand og sprøjtning af vandtåge fra vingernes agterkant. C-54 tjente som slukningsfly til sidst i 1990-erne.

### Danmark
Flyvevåbnet fik midt i 1950erne oprettet en luftgruppe på Vestgrønland, og dermed opstod der behov for et transportfly med større lasteevne og rækkevidde end de daværende C-47 og Catalina fly havde. USAF tilbød Flyvevåbenet 3 stk. C-54D under et våbenhjælpsprogram, og den første (42-72706) ankom til Værløse 27. aug. 1959. Flyet blev herfra fløjet til USAFE i Tyskland for at uddanne de danske besætninger i flytypen. Den 25. sep. 1959 kom 42-72706 tilbage til Danmark, nu under sin nye registrering N-706, og trådte i tjeneste ved eskadrille 721. De to næste fly ankom i oktober.
Hovedopgaven for Flyvevåbnets C-54 Skymaster var transport af materiel og personel, men de danske fly deltog også i videnskabelige opgaver, miljø- og olieudslipsbekæmpelse samt flyvninger for FN.
I marts 1965 bestilte Flyvevåbnet yderligere to brugte C-54D fra USAFs overskudslager AMARC (Aircraft Maintenance And Regeneration Center) på Davis-Monthan Air Force Base, Arizona. Flyene ankom til Værløse i hhv. april og juli 1965, efter at have gennemgået et grundigt eftersyn ved Sabena i Belgien.
Den 8. november 1965 fik N-605 motorproblemer under en rutinemæssig flyvning til Grønland, og forsøgte at nå tilbage til Værløse. Piloterne var nødt til at nødlande N-605 i Kattegat nord for Hesselø, ca. 40 km fra Hundested. Alle 19 ombordværende slap godt fra ulykken, endda kun med mindre skrammer. Som erstatning for tabet bestilte Flyvevåbnet et nyt fly, en C-54G fra USAFE i Vesttyskland. Det nye fly fik nummer N-586, og ankom til Flyvestation Værløse 25. marts 1966.
I slutningen af 1960erne blev de fleste fly forsynet med et rullebanesystem i kabinen, som gjorde dem bedre egnet til at nedkaste gods fra luften. Den forholdsvis lille lastedør i siden af kroppen gjorde at typen ikke var ideel til at transportere større fragtmængder. Catalina udtrådte fra tjeneste i 1970, og blev afløst i Narsarsuaq af en C-54, der var fast udstationeret hele året. Opgaverne bestod af isrekognoscering, farvandsovervågning og eftersøgninger.
Flyene begyndte efterhånden at blive gamle, og den 28. marts 1973 kom der bevilling til indkøb af 3 stk. C-130H Hercules transportfly som afløser. C-54 fløj sidste gang i Flyvevåbnet den 7. eller 9. februar 1977. De fem tilbageværende fly blev først opmagasineret og senere solgt til civil anvendelse, tre kom til Zaire og to til Canada.
Der er ingen af de danske C-54 tilbage i Danmark. N-242 er ejet af Phoebus Apollo Aviation og er udstillet på Rand Airport i den sydøstlige udkant af Johannesburg i Sydafrika. De øvrige fly er ophugget.

## Varianter
Der er ikke mindre end 88 varianter af DC-4 og C-54 Skymaster (ved U.S.Navy kendt som R5D). Her er kun en kort oversigt over de vigtigste C-54 varianter:
C-54
Første produktionsserie, ombygget fra civile DC-4, 24 stk. bygget.
C-54A
Første militære version med forstærket flystel, forøget brændstofkapacitet og mulighed for omrigning mellem passager- og godstransport. Navy versionen kaldet R5D-1. 252 stk. bygget.
C-54B
Forøget brændstofkapacitet i vingerne. En af dem blev benyttet af Winston Churchill. 220 stk. blev bygget.
C-54D
Samme som C-54B, men med R-2000-11 motorer, 380 stk. produceret.
C-54E
Yderligere ændringer i brændstoftankene, og mulighed for hurtig omrigning mellem passager- og godstransport. 125 stk. bygget.
C-54G
Samme som C-54E, men med en anden version af R2000-motoren. 400 stk. blev bestilt, men kun 162 blev færdiggjort. Resten blev aflyst ved krigens slutning.
Canadair North Star
Canadisk licensbygget DC-4/C-54.

## Operatører
Denne oplistning omfatter typerne Douglas DC-4, Douglas C-54, Canadair North Star og Douglas R5D. Det hele er oplistet sammen, da det i praksis ikke er muligt at adskille de forskellige typer fra hinanden.

### Militære operatører
(Douglas C-54 medmindre andet er anført)
 Argentina
- Argentinas Flyvevåben (spansk: Fuerza Aérea Argentina) - Ingen data.
- Argentinas Flådes Flyverafdeling (spansk: Comando de Aviación Naval Argentina) - 5 stk. C-54A og 2 stk. C-54E fra 1947 - 1976 [9]

 Belgien
- Det Belgiske Luftvåben (nederlandsk: Luchtcomponent, fransk: Composante air) - En tidligere R5D1 fra 1950 – 1971, benyttede også en DC-4.[10][11]

 Bolivia
- Bolivia's Luftvåben (spansk: Fuerza Aérea Boliviana, FAB) - 4 stk. C-54D/G fra 1960 - 1991.[12] En anden kilde hævder en tidligere USAF VC-54D og en C-54G, begge indkøbt i 1973.[13]

 Brasilien
- Brasiliens Luftvåben (Brazilian Air Force, portugisisk: Força Aérea Brasileira, FAB) - 12 stk. C-54G med tjenestenumre FAB 2400 til FAB 2411, fløjet af "1º/2º Grupo de Transporte" i årene 1960 – 1968.

 Cambodja
- Cambodjas Kongelige Luftvåben (Royal Cambodian Air Force) - forgængeren, Royal Khmer Aviation (AVRK), benyttede en C-54B til VIP transport, fløjet af "Transport and Liaison Group" (French: Groupe d'Liaison et Transport – GLT) fra 1974 - 1975.[14]

 Canada
- Royal Canadian Air Force - Et ukendt antal Canadair North Star (en canadisk licensbygget DC-4 med Rolls-Royce Merlin motorer), formodentligt fra 1946 og til en gang i 1970erne.

 Chad
- Chads Luftvåben (Force Aerienne Tchadienne) - Ingen data.

 Colombia
- Colombias Luftvåben (spansk: Fuerza Aérea Colombiana, FAC) - 15 stk. C-54 Skymaster, i brug fra 1954. Det vides ikke hvornår flyene er udgået af tjeneste.[15][10]

 Cuba
- Cubas Luftvåben (Cuban Revolutionary Air and Air Defense Force, spansk: Defensa Anti-Aérea Y Fuerza Aérea Revolucionaria, DAAFAR) - 8 stk. C-54A fra 1957 - 1967.[16]

 Danmark
- Flyvevåbnet - Seks stk. C-54 Skymaster i tjeneste fra 1959 til 1977.[17][18]

 El Salvador
- Det Salvadorianske Luftvåben (spansk: Fuerza Aérea de El Salvador) - En enkelt Canadair North Star C4, i tjeneste fra 1967 - 1972,[19]

 Etiopien
- Etiopiens Luftvåben (Ethiopian Air Force (ETAF); Amharic: የኢትዮጵያ አየር ሃይል, Ye Ithopya Ayer Hayl) - En tidligere USAF C-54D fra 1966, og en C-54G fra 1969.[13]

 Frankrig
- Det franske luftvåben (fransk: Armée de l'air) - En C-54E doneret i 1945. Flyet blev overført til Flåden i 1960. En C-54A i tjeneste 1961-1975.[13]
- Den Franske Flådes Lufttjeneste (fransk: Aeronavale) - Flyet der kom fra Armée de l'air i 1960 gik tabt i 1982. Derudover en C-54B i tjeneste 1962-1969.[13]

 Holland
- Det Hollandske Ostindiske Luftvåben - fire stk. C-54A, kun benyttet i 1946.[11]

 Honduras
- Honduras' Væbnede Styrker (Armed Forces of Honduras, spansk: Fuerzas Armadas de Honduras) - 3 stk. C-54 Skymaster i tjeneste i årene 1958 - 1983.[20]

 Israel
- Israels Luftvåben (Heyl Ha'Avir hebraisk: זרוע האוויר והחלל, Zroa HaAvir VeHaḤalal) 2 stk. C-54, kun i tjeneste i 1948.[21]

 Mexico
- Mexico's Luftvåben (spansk: Fuerza Aérea Mexicana, FAM) - 7 stk. C-54B. Ingen data om hvornår.

 Nigeria
- Nigerias Luftvåben (Nigerian Air Force) - En stk. C-54B benyttet 1968-1974.[22]

 Peru
- Det Peruvianske Luftvåben (spansk: Fuerza Aérea del Perú, FAP) - Ni fly, leveret sidst i 1966.[23]

 Portugal
- Det Portugisiske Luftvåben (portugisisk: Força Aérea Portuguesa, FAP) - Fire C-54D fra 1952. I 1961 blev disse suppleret med fire tidligere C-54A, der var blevet ombygget til DC-4 standarden.[13] I 1965 blev ti tidligere USAF HC-54D indkøbt, plus yderligere fire som reservedele.

 Rhodesia
- Det Kongelige Rhodesiske Luftvåben (Royal Rhodesian Air Force) - 4 stk. Canadair C.4 Argonaut (Argonaut var en serie på 22 stk. Canadair North Star, bygget til BOAC) , indkøbt sidst i 1959 fra UK. Flyene var i drift til 1964.[24]

 Saudi-Arabien
- Det Kongelige Saudiarabiske Luftvåben ((arabisk: القوات الـجوية الـملكية الـسعودية, al-quwwāt al-ğawwiyyah al-malakiyyah as-suʿūdiyyah)) - Et tidligere Saudia C-54A fra 1960. Flyet er nu på museum.[25]

 Spanien
- Spaniens Luftvåben (spansk: Ejército del Aire) - I alt 17 stk. Douglas C-54 Skymaster fra 1959 - 1976.[26] I 1959 fik Spanien fire tidligere USAF C-54D. De blev senere suppleret med i alt 13 brugte fly af typerne C-54, C-54A, C-54B, C-54E, C-54G og 5D-3.

 Storbritannien
- Royal Air Force - 10 stk. C-54D overført fra USAF under lend-lease i 1945 og returneret i 1946.[13] En særligt udstyret C-54B til rådighed for Winston Churchill blev udlånt i 1944 og returneret i 1945.

 Sydafrika
- Sydafrikas Luftvåben (South African Air Force, SAAF) - Ingen data.[10]

 Sydkorea
- Den Koreanske Republiks Luftvåben (koreansk: 대한민국 공군; Hanja: 大韓民國 空軍; Daehanminguk Gong-gun) - Ingen data.

 Taiwan
- Taiwans Luftvåben (Republic of China Air Force (ROCAF), kinesisk: 中華民國空軍; pinyin: Zhōnghuá Mínguó Kōngjūn) - 2 stk. tidligere USAF C-54D (en købt i 1965 og en i 1966), og en enkelt C-54G indkøbt i 1968.[13]

 Thailand
- Det Kongelige Thailandske Luftvåben (Royal Thai Air Force, RTAF; thai: กองทัพอากาศไทย, Kong Thap Akat Thai)) - 2 stk. C-54 i tjeneste 1959 - 1966.[27][10]

 Tyrkiet
- Tyrkiets Luftvåben (tyrkisk: Türk Hava Kuvvetleri) - to C-54D i årene 1959 - 1973.[28] En anden kilde nævner tre C-54D fra 1966-1976.[11]

 USA
- United States Army Air Forces - Ingen data.
- US Air Force - Douglas C-54 - Ingen data.
- United States Navy - Douglas R5D - Ingen data.
- US Marine Corps - R5D - Ingen data.
- US Coast Guard - 15 stk. R5D-3 og R5D-4 Skymaster i tjeneste mellem 1945 - 1965.[29]

 Venezuela
- Venezuelas Luftvåben (spansk: Fuerza Aérea Venezolana, FAV) - En enkelt C-54A i årene 1949-1955.[22]

### Civile operatører
Ligesom ved militære operatører er det umuligt at afgøre hvilke fly der er 'ægte' C-54, hvilke der er ægte eller ombyggede DC-4 etc. Listen omfatter derfor C-54/DC-4/R5D og Canadair North Star i flæng.
 Aden
- Aden AirwaysNote 1

 Algeriet
- Air Algerie[10]

 Antigua og Barbuda
- Seagreen Air Transport [10]

 Argentina
- Aerolineas Argentinas[10]
- Aerotransportes Entre Rios[30]
- Aerovias Halcon[31]

 Australien
- Air Express
- Ansett-ANANote 2
- Australian National Airways[10]
- British Commonwealth Pacific Airlines
- Pacific Air Freighters
- Qantas[10]
- Trans Australian Airlines[10]

 Barbados
- Carib West Airways

 Belgien
- Sabena[10]
- Avions Fairey
- Belgian International Air Services

 Bolivia
- Frigorifico Reyes

 Burundi
- King of BurundiNote 1

 Cameroun
- Air Cameroun (Societie Anonyme des Avions Meyer et Compagnie)[10]
- Cameroon Airlines

 Canada
- Air North
- Eldorado Aviation[10]
- Canadian Pacific AirlinesNote 1
- National Research CouncilNote 1
- Trans-Canada AirlinesNote 1
- World Wide AirwaysNote 1
- Buffalo Airways - 14 stk. registreret den 29. Januar 2011, med fire operationelle fly, 2 fragtfly og 2 brandslukningsfly.[32][33])
- Curtiss Reid Flying Services Canada
- Kenting Aviation
- Maritime Central Airways
- Millardair
- Nordair
- Pacific Western
- Soundair
- Transair[10]

 Colombia
- Avianca[10]

 Danmark
- Flying Enterprise - 5 stk. Canadair North Star "C-4 Argonaut", alle var lejet fra Overseas Aviation og havde tidligere fløjet hos BOAC.

 Demokratiske Republik Congo
- Air Congo[10]

 Ecuador
- Aerovias Ecuatorianas[31]

 Elfenbenskysten
- Air Afrique[10]

 El Salvador
- TACA International Airlines[10]

 Filippinerne
- Philippine Air Lines

 Frankrig
- Air France[10]

 Gabon
- Transgabon[10]

 Grækenland
- Olympic Airways[10]

 Holland
- KLM[10]
- Martin's Air Charter

 Hong Kong
- Cathay Pacific Airways

 Island
- Icelandair
- Loftleidir
- Islands Kystvagt (Landhelgisgaeslan Islands) - Eftersom Island ikke har militær, er Kystvagten en civil statslig myndighed. Islands eneste C-54 bar derfor den civile registrering TF-SIF.[34]

 Irland
- Aer Turas[10]
- Shannon Air[10]

 Israel
- El Al

 Italien
- Alitalia

 Japan
- Japan Airlines[10]

 Kenya
- East African AirwaysNote 1

 Libanon
- Middle East Airlines
- Trans Mediterranean Airways[10]

 Luxembourg
- Luxair[10]

 Madagaskar
- Air Madagascar[10]

 Mauretanien
- Air Mauritanie[35]

 Mexico
- Aerovias Guest
- Líneas Aéreas Unidas MexicanasNote 1

 Nicaragua
- LANICA (Lineas Aereas de Nicaragua S.A.)

 Niger
- Air Niger[35]

 Norge
- Det Norske Luftfartsselskap (DNL)[10]

 Panama
- Aerovias Internacional Balboa[31]
- Copa AirlinesNote 1

 Paraguay
- Paraguayan Airways Service
- Lloyd Aéreo Paraguayo S.A.

 Peru
- Faucett Perú

 Schweiz
- Balair[36]

 Spanien
- Iberia[10]
- Spantax[10]
- Trans Europa[10]

 Storbritannien
- ACE Freighters[10]
- Air Charter Limited[10]
- Channel Airways[10]
- Dan-Air
- Eagle Airways
- Invicta Airways
- Lloyd International
- Skyways
- Starways[10]
- Air LinksNote 1
- BOACNote 1
- British MidlandNote 1
- Derby AirwaysNote 1
- Overseas AviationNote 1
- Transglobe AirwaysNote 1

 Sverige
- Scandinavian Airlines[10]
- Svensk Interkontinental Lufttrafik[10]

 Sydafrika
- SkyClass Aviation Arkiveret 31. oktober 2020 hos  Wayback Machine Arkiveret 31. oktober 2020 hos  Wayback Machine[10]
- Africair[31]
- Safair[10]
- South African Airways[10]
- Trek Airways[10]

 Sydkorea
- Korean Air Lines[10]

 Sydvietnam
- Air Vietnam[37]

 Syrien
- Syrian Airways[10]

 Taiwan
- China Airlines
- Civil Air Transport

 Tchad
- Air Tchad[38]

 Thailand
- Thai Airways[10]

 USA
- Aero Union
- Air America[31]
- American Airlines
- American Export Airlines/American Overseas Airlines
- ARAMCO[10]
- Biegert Aviation
- Berlin Airlift Historical Foundation (http://www.spiritoffreedom.org Arkiveret 1. august 2001 hos  Wayback Machine)
- Capital Airlines
- Chicago and Southern Airlines
- Eastern Airlines
- Matson Airlines
- National Airlines[10]
- Northwest Airlines[10]
- Pan American World Airways
- Pacific Southwest Airlines
- Santa Fe Skyways
- Transocean Air Lines
- Trans World Airlines
- United Airlines
- Westair Transport
- Waterman Airlines[10]
- Western Airlines[10]
- Zantop[10]

 Venezuela
- Linea Expressa BolivarNote 1

## Uheld og hændelser
Med et populært fly vil der oftest være en del hændelser. Her er kun medtaget enkelte af de mere bemærkelsesværdige.
Forsvundet sporløst (1950)
Den 26. januar 1950 forsvandt en C-54D tilhørende United States Air Force under flyvning mellem Anchorage-Elmendorf Air Force Base (Alaska) og Great Falls Air Force Base (Montana) med en besætning på otte og 36 passagerer (34 soldater og to civilister). Der er aldrig fundet spor af flyet og personerne.
Styret i havet (1951)
Den 31. januar 1951 styrtede en C-54D (halenummer 282) i Atlanten under flyvning fra Lissabons lufthavn til sin hjembase. Flyet tilhørte det Portugisiske Luftvåben og gjorde tjeneste ved Search and rescue-eskadrillen på Lajes Air Base, Azorerne. Flyet styrtede under indflyvning til basen. Alle 14 ombordværende omkom.
Angreb i Berlinkorridoren (1952)
Den 29. april 1952 kom en Air France Douglas C-54A (civil registrering F-BELI) under gentagne angreb fra to sovjetiske MiG-15 jagerfly, mens det foretog en ruteflyvning fra Frankfurt Rhein-Main Airport til Flughafen Berlin-Tempelhof. Flyet passerede under angrebet igennem en af de Allierede luftkorridorer over Østtyskland. Selv om angrebene havde beskadiget flyet svært og nødvendiggjort nedlukning af motor nr. 3 og 4 (styrbords inderste og yderste motor), lykkedes det flyets kaptajn at gennemføre en sikker nødlanding i Tempelhof. En efterfølgende inspektion af flyets skade viste at det var blevet ramt af 89 skud affyret fra de sovjetiske jagerfly. På trods af angrebets voldsomhed var der ingen dødsfald imellem de 17 ombordværende (seks besætningsmedlemmer, 11 passagerer). De sovjetiske militære myndigheder retfærdiggjorde angrebet på et ubevæbnet civilt fly ved at hævde at det på angrebstidspunktet havde været uden for luftkorridoren.
Skudt ned (1954)
Den 23. juli 1954 blev en Cathay Pacific Douglas C-54 Skymaster, civil registrering VR-HEU, skudt ned af kinesiske La-9 jagerfly tilhørende Folkets Befrielseshærs Luftvåben, mens VR-HEU var en route fra Bangkok til Hong Kong. Nedskydningen skete ud for Hainan-øen. 10 af de 19 ombordværende blev dræbt.
Forsvundet (1964)
Den 28. marts 1964 forsvandt en C-54A over Stillehavet, cirka 1120 km vest for San Francisco. Den sidste rapporterede position var 29°20′N 135°00′V / 29.33°N 135.00°V. Flyet var på en passagerflyvning fra Honolulu International Airport, Hawaii til Los Angeles International Airport, Californien. Piloten rapporterede en brand i motor nr. 2 (bagbords inderste), hvilket muligvis nødvendiggjorde en nødlanding på havet. Der blev ikke hørt mere fra flyet, og på trods af en omfattende eftersøgning blev intet fundet. Tre besætningsmedlemmer og seks passagerer formodes omkommet.

## Specifikationer (C-54G)
| Besætning:         | 4                               |                  |
| Kapacitet:         | 50 tropper                      |                  |
| Længde:            | 93 ft. 10 in.                   | 28,6 m           |
| Højde:             | 27 ft. 6 in.                    | 8,38 m           |
| Spændvidde:        | 117 ft. 6 in.                   | 35,8 m           |
| Vingeareal:        | 1.460 ft²                       | 136 m²           |
| Tomvægt:           | 38.930 lb                       | 17.660 kg        |
| Max. vægt:         | 62,000 lb                       | 28.000 kg        |
| Max. takeoff vægt: | 73,000 lb                       | 33.000 kg        |
| Motorer:           | 4 stk. Pratt & Whitney R-2000-9 | Stjernemotor     |
| Effekt (hver):     | 1.450 hk                        | 1.080 kW         |
| Propel:            | 4 stk.                          | 3-bladet         |
| Max. fart:         | 275 mph                         | 239 kn, 442 km/t |
| Marchfart:         | 190 mph                         | 165 kn, 310 km/t |
| Rækkevidde:        | 4.000 miles                     | 6.400 km         |
| Max.flyvehøjde:    | 22.300 ft.                      | 6.800 m          |
| Vingebelastning:   | 42,5 lb/ft²                     | 207 kg/m²        |
| Effekt/masse:      | 0,094 hk/lb                     | 160 W/kg         |

## Trivia
En C-54, 5-721 (hale nr. 57), civilt registreret som C-FIQM og tilhørende Buffalo Airways, blev benyttet som erstatning for et Avro Lancaster bombefly på grund af den lignende topfart og evnen til at transportere en tilsvarende mængde fragt, for en genskabelse af Operation Chastise ("Dam Busters" raidet under 2.verdenskrig) og Barnes Wallis' hoppende bombe. 

Efter at flyvningerne og den succesfulde genopførelse var blevet filmet, blev det vist i den britiske dokumentar Dambusters: Building the Bouncing Bomb, den canadiske dokumentar Dambusters Fly Again, Nova sæson 39 episoden "Bombing Hitler's Dams", og i Ice Pilots NWT sæson 3 episode 2 "Dambusters".
Spillefilmen The Big Lift, med Montgomery Clift i hovedrollen, viser omfattende operationer med en C-54; filmen blev optaget "on location" midt under luftbroen til Berlin i 1949.
Da SAS indførte DC-4, hed en stewardesse "skymoster" i folkemunde.

### Citater
1. ↑  "History of O'Hare Int'l Airport." Arkiveret 25. februar 2011 hos  Wayback Machine FAA. Retrieved: 1 May 2015.
2. ↑  Lavery 2007
3. ↑  "The Seventies 1970–1980." Arkiveret 13. maj 2013 hos  Wayback Machine history.navy.mil. Retrieved: 15 May 2012.
4. ↑  "SAS DC4 FLEET" Arkiveret 20. september 2009 hos  Wayback Machine Hilmerby.com Besøgt: 24 april 2017.
5. ↑  "DC-4" Arkiveret 19. oktober 2016 hos  Wayback Machine Store norske leksikon. Besøgt: 24 april 2017.
6. ↑  Berry 1967, p. 7.
7. 1 2 3 4 5 6  Stall Aviation Arkiveret 13. september 2016 hos  Wayback Machine Besøgt 30. april 2017
8. 1 2 3  Draken.dk Besøgt 30. april 2017
9. ↑  Aeroflight: Argentina Navy Arkiveret 9. november 2016 hos  Wayback Machine Besøgt 25. April 2017
10. 1 2 3 4 5 6 7 8 9 10 11 12 13 14 15 16 17 18 19 20 21 22 23 24 25 26 27 28 29 30 31 32 33 34 35 36 37 38 39 40 41 42 43 44 45 46 47 48 49 50 51  Eastwood, Tony; John Roach (1991). Piston Engine Airliner Production List. The Aviation Hobby Shop. ISBN 0-907178-37-5.
11. 1 2 3  Roach 1991, p. 164
12. ↑  Aeroflight: Bolivia AF Arkiveret 4. april 2016 hos  Wayback Machine Besøgt 25. April 2017
13. 1 2 3 4 5 6 7  Roach 1991, p. 158
14. ↑  Aeroflight: Cambodia AF2 Arkiveret 19. oktober 2019 hos  Wayback Machine Besøgt 25. April 2017
15. ↑  Aeroflight: Colombia Arkiveret 23. oktober 2019 hos  Wayback Machine Besøgt 25. April 2017
16. ↑  Aeroflight: Cuba Arkiveret 22. februar 2017 hos  Wayback Machine Besøgt 25. April 2017
17. ↑  Aeroflight: Denmark Arkiveret 25. maj 2017 hos  Wayback Machine Besøgt 25. April 2017
18. ↑  Schrøder, Hans (1991). "Royal Danish Airforce". Ed. Kay S. Nielsen. Tøjhusmuseet, 1991, p. 63. ISBN 87-89022-24-6.
19. ↑  Aeroflight: El Salvador Arkiveret 10. marts 2016 hos  Wayback Machine Besøgt 25. April 2017
20. ↑  Aeroflight: Honduras Arkiveret 11. juli 2019 hos  Wayback Machine Besøgt 25. April 2017
21. ↑  Aeroflight: Israel Arkiveret 26. juli 2019 hos  Wayback Machine Besøgt 25. April 2017
22. 1 2  Roach 1991, p. 165
23. ↑  John Andrade, Latin-American Military Aviation, (Leicester: Midland Counties Publications, 1982), p. 238.
24. ↑  Aeroflight: Zimbabwe Arkiveret 17. februar 2020 hos  Wayback Machine Besøgt 29. April 2017
25. ↑  Roach 1991, p. 159
26. ↑  Aeroflight: Spain Arkiveret 26. august 2016 hos  Wayback Machine Besøgt 29. April 2017
27. ↑  Aeroflight: Thailand Arkiveret 13. juli 2019 hos  Wayback Machine Besøgt 29. April 2017
28. ↑  Aeroflight: Turkey Arkiveret 18. juli 2017 hos  Wayback Machine Besøgt 29. April 2017
29. ↑  Aeroflight: CoastGuard Arkiveret 20. marts 2017 hos  Wayback Machine Besøgt 29. April 2017
30. ↑  Flight International, 10 April 1969, p.551
31. 1 2 3 4 5  Flight International, 10 April 1969, p.552
32. ↑  "Douglas DC-4 Tankers". Arkiveret fra originalen 8. juli 2011. Hentet 30. april 2017.
33. ↑  "Enter "C54" in "Model name"". Arkiveret fra originalen 23. februar 2008. Hentet 30. april 2017.
34. ↑  Potterager.com (Webside ikke længere tilgængelig) Besøgt 30. april 2017
35. 1 2  Flight International, 10 April 1969, p.556
36. ↑  Flight International, 10 April 1969, p.561
37. ↑  Flight International, 10 April 1969, p.557
38. ↑  Flight International, 10 April 1969, p.554
39. ↑  Ranter, Harro and Fabian I. Lujan. 'Douglas C-54D-1-DC 42-72469 Snag, YT" Arkiveret 28. januar 2012 hos  Wayback Machine. Aviation Safety Net, 2008. Retrieved: 15 May 2012.
40. ↑  Kennebec, Matt. "Douglas DC-4 C-54D." Arkiveret 26. september 2011 hos  Wayback Machine 1000 Photos, 2010. Retrieved: 15 May 2012.
41. ↑  Douglas C-54D-1-DC (DC-4) 282 Arkiveret 21. marts 2015 hos  Wayback MachineAviation Safety Net, 2008. Retrieved: 22 March 2017.
42. ↑  ASN "Aircraft accident description Douglas C-54A-DO F-BELI – near Berlin, Germany." Arkiveret 28. januar 2012 hos  Wayback Machine Aviation Safety Net. Retrieved: 15 May 2012.
43. ↑  "ASN Aircraft accident Douglas C-54A-10-DC VR-HEU Hainan Island." Arkiveret 13. oktober 2012 hos  Wayback Machine Aviation Safety Network. Retrieved: 15 May 2012.
44. ↑  "Accident details – VR-HEU." Arkiveret 29. september 2018 hos  Wayback Machine Plane Crash Info. Retrieved: 15 May 2012.
45. ↑  "VR-HEU Account by passenger: Valerie Parish." Arkiveret 27. januar 2009 hos  Wayback Machine Major Commercial Airline Disasters. Retrieved: 15 May 2012.
46. ↑  "VR-HEU." Arkiveret 20. august 2008 hos  Wayback Machine The Life & Times of James Harper. Retrieved: 15 May 2012.
47. ↑  Ranter, Harro and Fabian I. Lujan. "ASN Aircraft accident Douglas C-54A-10-DC N4726V San Francisco, CA." Arkiveret 6. juni 2011 hos  Wayback Machine Aviation Safety Network, 2011. Retrieved: 15 May 2012.
48. ↑  "Dambusters Fly Again." Arkiveret 19. marts 2012 hos  Wayback Machine History Television, August 2011. Retrieved: 15 May 2012.
49. ↑  Chivers, Tom. "The day the Dam Busters returned... in Canada." Arkiveret 3. december 2017 hos  Wayback Machine The Telegraph (London), 2 May 2011. Retrieved: 15 May 2012.
50. ↑  Bryan, Hal. "'Ice Pilots' Help Re-Create 'Dambusters'" Arkiveret 30. marts 2012 hos  Wayback Machine. EAA, 5 May 2011. Retrieved: 15 May 2012.
51. ↑  "Dambusters: Building the Bouncing Bomb." Arkiveret 29. april 2016 hos  Wayback Machine Channel 4, 2011. Retrieved: 15 May 2012.
52. ↑  "Bombing Hitler's Dams" Arkiveret 28. april 2017 hos  Wayback Machine. PBS, WGBH, Nova. Retrieved: 12 January 2012.
53. ↑  "Ice Pilots NWT: Season 3, Episode 2: Dambusters." Arkiveret 5. maj 2017 hos  Wayback Machine History Television. Retrieved: 15 May 2012.
54. ↑  Poul Hammerich: "Gamle Danmark", 1983, dr